# Brymela obtusifolia
Brymela obtusifolia är en bladmossart som beskrevs av William Russell Buck 1987. Brymela obtusifolia ingår i släktet Brymela och familjen Hookeriaceae. Inga underarter finns listade i Catalogue of Life.